# Hate (The Delgados)
(All you Need Is Hate)
Hate è il quarto album dei The Delgados, uscito nel 2002.

## Descrizione
Pubblicato inizialmente nel Regno Unito nel 2002 sotto etichetta Mantra Records, solo l'anno seguente esce anche in America con due tracce aggiuntive. L'uso di determinate scelte stilistiche come un massiccio utilizzo di archi in alcune canzoni e testi enfatici conferisce all'interno album un'aria piuttosto elaborata. Per queste sonorità particolari nella recensione dell'album della rivista musicale Rolling Stone i Delgados vengono definiti come "i cugini depressi dei Flaming Lips".
L'album si apre con l'epica The Light Before We Land, particolarmente nota a livello internazionale e in Italia per essere la sigla di apertura dell'anime Gunslinger Girl, ballata con un forte beat, archi enfatici e diversi effetti elettronici. Si passa quindi a All you Need Is Hate, canzone dall'atmosfera allegra che si contrappone a testi piuttosto negativi (Mi chiedi ciò di cui hai bisogno / l'odio è tutto ciò di cui hai bisogno, l'odio è dappertutto, dentro il cuore di tua madre, lo troverai lì).
L'opera prosegue con la classica alternanza di canzoni interpretate da Alun Woodward e Emma Pollock, alcune particolarmente elaborate come Woke from Dreaming e la struggente All Rise. Particolare menzione va anche a Child Killers, con la sua introduzione minimalista e l'intreccio di voci nel ritornello.

## Tracce
1. The Light Before We Land (sigla dell'anime Gunslinger Girl)
2. All you Need Is Hate
3. Woke from Dreaming
4. The Drowning Years
5. Coming In from the Cold
6. Child Killers
7. Favours
8. All Rise
9. Never Look at the Sun
10. If This Is a Plan

### Tracce bonus
- Coalman (Bonus in USA e Giappone)
- Mad Drums (Bonus in USA)
- Crutches (Bonus in Giappone)

## Singoli
I singoli estratti dall'album sono:
- Coming in From the Cold (2002, Mantra 7" /CD)
- All You Need is Hate (2003, CD)